# Peter Weinberger

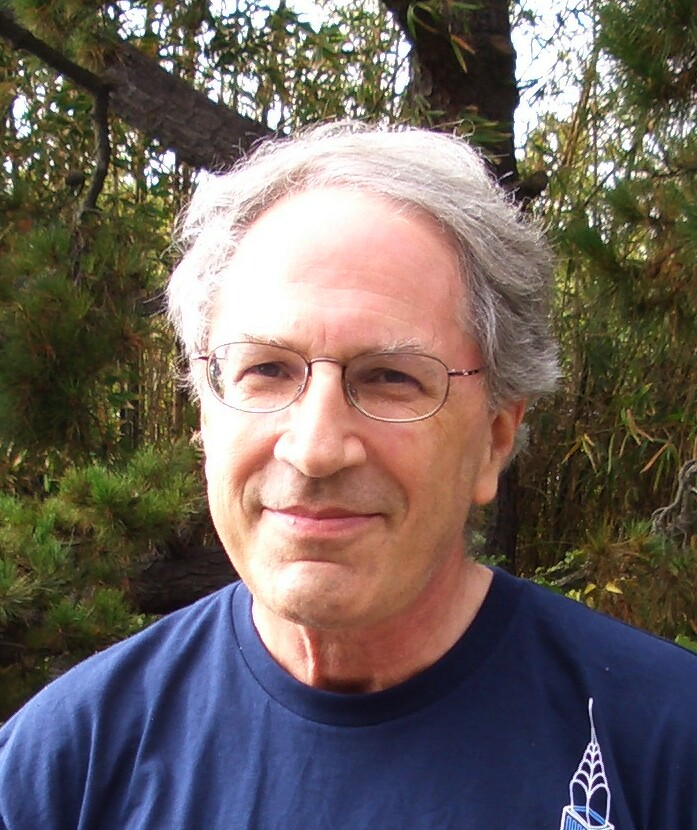
Peter Weinberger in 2009

Peter J. Weinberger (soms afgekort tot PJW) is een Amerikaanse informaticus en wiskundige. Hij werkt bij Google.
Weinberger kreeg in 1969 zijn PhD in de wiskunde aan de Universiteit van Californië - Berkeley. Hij werkte voor AT&T Bell Labs. In 1977 ontwikkelde hij samen met Alfred Aho en Brian Kernighan de scripttaal AWK. De naam van deze scripttaal is samengesteld uit de initialen van de achternamen van de drie ontwikkelaars; Weinberger is dus de W in de afkorting AWK.